# Nursyirwan Effendi
Nursyirwan Effendi (ur. 24 czerwca 1964 w Dżakarcie) – indonezyjski antropolog, specjalizujący się w antropologii ekonomicznej. Zajmuje się kulturą ekonomiczną oraz relacją między przynależnością etniczną a przedsiębiorczością.

## Życiorys
Studiował antropologię na Uniwersytecie Indonezyjskim (licencjat 1989 r.). W 1999 r. uzyskał doktorat z antropologii społecznej na Uniwersytecie w Bielefeld.
Piastuje stanowisko profesora na Uniwersytecie Andalas w Sumatrze Zachodniej. W latach 2012–2016 był dziekanem Wydziału Nauk Społecznych i Politycznych.

## Publikacje
- Koentjaraningrat dan antropologi di Indonesia (1997)
- Minangkabau rural markets: their system, roles and functions in the market community of West Sumatra (1999)
- Minangkabau Rural Markets: Trade and Traders in West Sumatra, Indonesia (2005)